# Hrabstwo Hidalgo (Teksas)
Hrabstwo Hidalgo – hrabstwo położone w USA w stanie Teksas. Utworzone w 1852 r. Według spisu w 2020 roku liczy 870,8 tys. mieszkańców, co czyni je 8. najbardziej zaludnionym hrabstwem Teksasu. Siedzibą hrabstwa jest miasto Edinburg, a największym miastem McAllen. Obszar hrabstwa pokrywa się z obszarem metropolitalnym McAllen–Edinburg–Mission.

Zbiory warzyw w hrabstwie Hidalgo

## Gospodarka
Wiodącymi branżami w hrabstwie Hidalgo są opieka zdrowotna i usługi socjalne, edukacja, handel detaliczny oraz zakwaterowanie i usługi gastronomiczne. Wciąż kluczową rolę w gospodarce hrabstwa spełnia rolnictwo, a zyski ze sprzedaży produktów uprawnych uplasowały hrabstwo w 2017 roku na 1. miejscu w stanie i na 63. miejscu w kraju.
Obszary uprawne zajmują 57% areału hrabstwa, następnie 31% to pastwiska i 8% obszary leśne. Do najważniejszych produktów rolnych w hrabstwie należą: sorgo, bawełna, kukurydza, trzcina cukrowa, warzywa, kozy, owce, drób, bydło i konie. Hrabstwo Hidalgo należy też do czołowych pięciu hrabstw Teksasu produkujących arbuzy.
Ważną rolę w gospodarce hrabstwa spełnia wydobycie gazu ziemnego.

## Sąsiednie hrabstwa i gminy
- Hrabstwo Brooks (północ)
- Hrabstwo Kenedy (północny wschód)
- Hrabstwo Willacy (wschód)
- Hrabstwo Cameron (wschód)
- Hrabstwo Starr (zachód)
- Gmina Gustavo Díaz Ordaz, Tamaulipas, Meksyk (południe)
- Gmina Reynosa, Tamaulipas, Meksyk (południe)
- Gmina Río Bravo, Tamaulipas, Meksyk (południe)
- Gmina Matamoros, Tamaulipas, Meksyk (południe)

## Demografia

Piramida wieku hrabstwa

Według spisu w 2020 roku populacja hrabstwa wzrosła o 12,4% (od 2010) do 870 781 mieszkańców, w tym byli:
- Latynosi – 92,6%
- biali nielatynoscy – 5,7%
- Azjaci – 1,1%
- czarni lub Afroamerykanie – 1%
- rdzenna ludność Ameryki – 0,6%.

## Miasta i CDP
| Miasta | CDP | CDP |
| --- | --- | --- |
| - Alamo - Alton - Donna - Edcouch - Edinburg - Elsa - Granjeno - Hidalgo - La Joya - La Villa - McAllen - Mercedes - Mission - Palmhurst - Palmview - Penitas - Pharr - Progreso - Progreso Lakes - San Juan - Sullivan City - Weslaco | - Abram - Cesar Chavez - Citrus City - Cuevitas - Doffing - Doolittle - Faysville - Hargill - Havana - Heidelberg - Indian Hills - La Blanca - La Homa - Laguna Seca - Linn - Llano Grande - Lopezville | - Los Ebanos - Midway North - Midway South - Mila Doce - Monte Alto - Muniz - Murillo - North Alamo - Olivarez - Palmview South - Abram-Perezville - Relampago - San Carlos - Scissors - South Alamo - Villa Verde - West Sharyland |

## Religia
Członkostwo w 2020 roku:
- katolicy – 46,6%

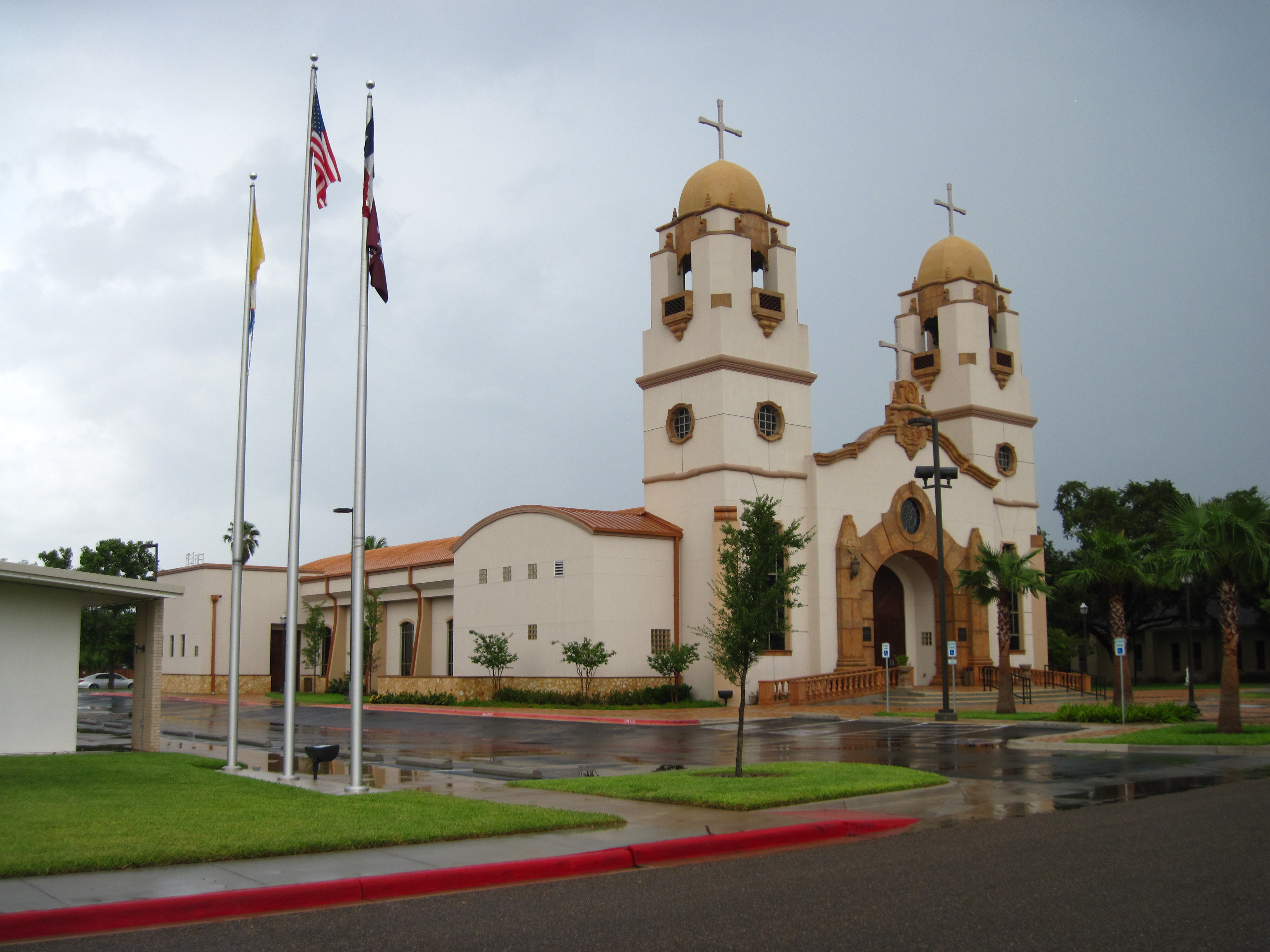
Kościół katolicki św. Piusa X w Weslaco

- ewangelikalni – ponad 10% (w tym: bezdenominacyjni – 5,1%, południowi baptyści – 2,1%, zielonoświątkowcy, adwentyści i wiele innych)
- świadkowie Jehowy – 2,1%
- protestanci głównego nurtu – ponad 1% (gł. zjednoczeni metodyści)
- mormoni – 1,2%
- muzułmanie – 0,24%.